# Robert Burneika
Robert Burneika, né le 8 juillet 1978 en Lituanie, est un culturiste lituanien.
Il a grandi en Lituanie avec ses parents et son frère aîné. Il a appris à travailler dur de son père qui l'a toujours aidé dans son atelier de carrosserie automobile. Depuis qu'il est enfant Robert est fasciné par l'idée de devenir un bodybuilder.
À 18 ans, il a commencé à fréquenter une véritable salle de gym, qu'il appelait "ma maison". À 19 ans, il est entré dans son premier concours de culturisme, les championnats lituaniens durant lesquels il prit la 5e place. À partir de là, il savait que c'était ce qu'il voulait faire.
Il a toujours été un garçon fort, alors il a décidé de participer à la puissance de levage. À l'âge de vingt ans, il a participé à un concours de presse de banc.
À 21 ans, il arrive aux États-Unis et s'installe au Connecticut, où il continue à travailler. Il arrête alors la compétition pour se construire un meilleur physique.
En 2005, il a commencé à participer à des compétitions Strongman aux États-Unis, les choses allaient bien, mais à la fin de l'année 2006, il a décidé qu'il ne voulait pas le faire, et il est retourné à la musculation, sa vraie passion. Lors de ses premiers concours, il se qualifie pour les ressortissants. Cependant, il ne pouvait pas aller en compétition au niveau national parce qu'il n'étais pas un citoyen américain. Il a vécu dans le Connecticut jusqu'en Novembre 2008, puis sa femme et lui ont déménagé à Las Vegas.
Il participe pour la première fois au championnat de culturisme américain en 2008 et finit 7e sur 28 personnes dans la division de poids super lourd. En 5 semaines, il a décidé de faire les Nord-Américains dans l'Ohio et est arrive 6e. La concurrence dans ces spectacles a été une bonne expérience. En 2009, il est revenu aux États-Unis et s'est placé 3e. La même année, aux championnats nationaux NPC il était finaliste. Enfin en Octobre 2010 il a atteint son objectif en musculation: il est devenu IFBB PRO.

## Mensurations
- Taille : 1,80 m
- Poids : 114 kg
- Tour de taille : ~145 cm
- Biceps : 63 cm
- Mollets : 56 cm
- Cuisses : 85 cm
- Cou : 55 cm
- Poitrine : 150 cm